# Santa Bárbara (Santa Bárbara)
Santa Bárbara (en honor a su santa patrona Bárbara de Nicomedia) es un municipio y una ciudad de la República de Honduras, cabecera del departamento de Santa Bárbara.

## Límites
Santa Bárbara es la cabecera del Departamento de Santa Bárbara.
| Orientación | Límite                                              |
| ----------- | --------------------------------------------------- |
| Norte       | Municipio de Gualala, Santa Bárbara                 |
| Norte       | Municipio de Ilama, Santa Bárbara                   |
| Norte       | Municipio de San José de las Colinas, Santa Bárbara |
| Sur         | Municipio de Ceguaca, Santa Bárbara                 |
| Sur         | Municipio de Santa Rita, Santa Bárbara              |
| Sur         | Municipio de Concepción del Sur, Santa Bárbara      |
| Este        | Municipio de Santa Cruz de Yojoa, Cortés            |
| Este        | Municipio de San Pedro Zacapa, Santa Bárbara        |
| Oeste       | Municipio de Arada, Santa Bárbara                   |
| Oeste       | Municipio de San Vicente Centenario, Santa Bárbara  |
| Oeste       | Municipio de San Nicolás, Santa Bárbara             |
| Oeste       | Municipio de Nuevo Celilac, Santa Bárbara           |

La Ciudad de Santa Bárbara se encuentra en el Departamento de Santa Bárbara, lugar de importantes recursos naturales drenado por los Río Ulúa y Río Chamelecón, con importantes yacimientos de oro y plata. Su manufactura más representativa es la industria del junco.

## Historia

### Primera fundación
El poblado va surgiendo con la instalación de haciendas que se adjudicaron el 5 y 6 de mayo de 1633, siendo las siguientes: Catakila para Francisco de Silva, vecino de Tencoa, Felipe de Orellana vecino de Gracias y Cristóbal Fernández de Contreras, vecino de la ciudad de Gracias; Cececapa para Andrés de Rosales, vecino de la ciudad de Gracias y Concepción de Iztacapa de Antonio de Mansilla el 5 de mayo. Estos corresponden actualmente al centro de la ciudad, barrio El Llano del Conejo, Barrio Galeras y Gualjoco. Sus propietarios eran españoles que tenían sus viviendas en la vega del Río Ulúa. También citan los documentos que en el Río Cececapa había un puente de bejucos, actualmente puente Calicanto Las Rocas, que permitía el tránsito entre los de Cececapa y Cataquiles. 
Se considera como inicio de la ciudad, la construcción de chocerías rústicas para viviendas de los ladinos desde 1633, que con el tiempo se le denominaría "Paraje de Cataquiles" y en 1744. Algunos militares de Tencoa se oponían para que se efectuara el traslado de la cabecera del partido al mencionado paraje, según nota enviada a la Capitanía General de Guatemala.

### Segunda fundación
En 1761, el poblado de Santa Bárbara se encuentra sólidamente establecido, pues cuenta con iglesia que era administrada por el párroco Manuel de Pagán. Las familias más importantes eran: el capitán don Matheo de Rodríguez, Gregoria Antonia de Rodríguez, teniente don Calletano de Ullóa, el capitán Mathias de Bueso, don Feliciano Madrid, don Francisco Enamorado, Pedro de Bayde. En el recuento de población de 1791 era uno de los pueblos que formaba el curato de Tencoa. El poblado tuvo un relativo auge económico a fines del siglo XVIII, pues en 1798, el intendente Ramón Anguiano propuso que Santa Bárbara de Cataquiles fuera la capital de Honduras por las desavenencias entre Comayagua y Tegucigalpa, argumentando: "...era de ambiente sano, con tierras fértiles y se podría aprovechar el Río Ulúa para hacerlo navegable hasta la costa, creando puertos fluviales en su recorrido para comercializar con el norte...", el informe se conoció en España quince años después, pero no fue aprobado. El poblado inició como cabecera del partido de Tencoa entre 1786 y 1787, pero desaprobada por los pueblos vecinos. El 18 de julio de 1797 y el 28 de junio de 1825 se aprobó a la villa como centro América municipal de Santa Bárbara. Estos datos son considerados apropiados para conmemorar la creación del municipio por existir fundamento documental. La población se fue incrementando por la emigración de habitantes de Tencoa y otros lugares aledaños afectados con la epidemia del cólera morbus en 1804.
El 25 de abril de 1815, el poblado de Tencoa fue destruido totalmente por la inundación del Río Ulúa teniendo los moradores que huir a Santa Bárbara radicándose en un sitio que llamaron Barrio El Guayabal, presumiblemente por el actual Barrio La Curva, ya que aquí existió una hacienda pequeña con ese nombre a mediados del siglo XIX.
El 22 de septiembre de 1848 se concede el título de Ciudad. Para 1866, el poblado más grande e importante del occidente de Honduras es la ciudad de Santa Bárbara, con una población de 3,524 personas.
En 1921 se anexa la Aldea de Macholoa que pertenecía al municipio de San Nicolás. El 12 de noviembre de 1940 se crea el Distrito Departamental de Santa Bárbara, compuesto por el Municipio de Santa Bárbara. En 1957 se devuelve la autonomía municipal.

## Educación

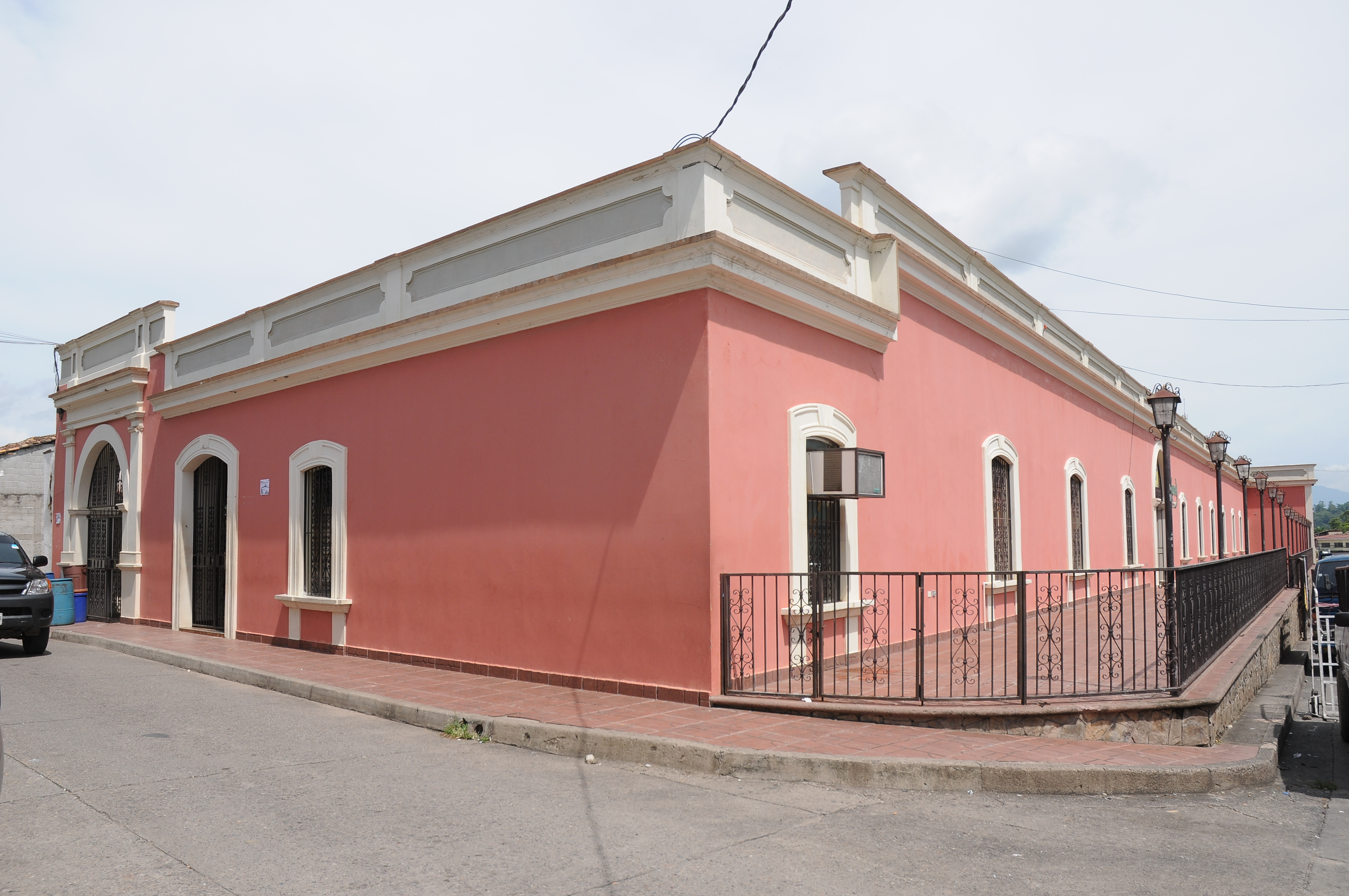
Vista del campus UTH en la ciudad de Santa Bárbara

El Instituto Departamental La Independencia, es uno de los centros de educación media más antiguos de Honduras. Fue fundado el 3 de junio de 1875 por don Luis Bográn, quien además fue su primer director. Por mucho tiempo funcionó en un edificio en el centro de la ciudad, en 1975, conmemorando los cien años de fundación, se trasladaron a su actual local sita en el barrio Las Galeras que cuenta con edificios de aulas de clases, laboratorios, canchas y áreas verdes.  .
Desde 2004, la cabecera santabarbarense cuenta con una sede de la Universidad Tecnológica de Honduras (UTH) y otra sede de la Universidad Pedagógica Nacional Francisco Morazán (UPNFM), como el Sistema de Educación Universitario a Distancia (SUED) de la UNAH y el centro asociado de la Universidad Cristiana Evangélica Nuevo Milenio (UCENM).

## Salud
El Hospital Santa Bárbara se encuentra localizado en el Barrio Norte de la ciudad y desde 1957 acoge una buena cantidad de habitantes tanto del departamento de Santa Bárbara como del de Lempira.

## Deportes
Santa Bárbara ha sido representada en la Liga Nacional de Fútbol de Honduras por el club Real Juventud, que realiza sus juegos locales en el Estadio Argelio Sabillón. Antes de este, también militó el Real Patepluma, quien pernotó en esta ciudad. Este equipo antes se denominaba Real Comayagua y en su origen militó con el nombre de Real Maya.
Santa Bárbara ha tenido deportistas que lo han representado a lo largo de la vida deportiva, especialmente el fútbol; algunos ejemplos son: Ángel Ramón Paz (Mon Paz) y Francis Reyes, Josue Reyes, Henry Enamorado, Mario Reyes, Marvin Mazariegos, Eric Portillo y Randy Diamond. Los árbitros destacaron Argelio Sabillón, quien también fue futbolista, y Benigno Pineda ambos con gafete FIFA. Como entrenadores de fútbol destacó Mauro German Reyes, que actualmente trabaja en la Liga Nacional y Liga de Ascenso hondureño.

## Economía
Esta ciudad es conocida por el cultivo de café y la artesanía, y la economía local en mayor parte depende de estas actividades tradicionales.

## Turismo

### Castillo Bográn
El Castillo Bográn o popularmente conocido como “la Casa Brográn” es un magnífico edificio tipo entre palacete y fuerte que fue construido con arquitectura europea, fue la residencia del señor Saturnino Bográn Bonilla y su esposa Gertrudis Barahona Leiva. La Familia Bográn descienden del general Romaín Bougrand de origen francés, que cuyos descendientes tuvieron una destacada participación en la vida política de este país. Familia del General Luis Bográn Barahona y del Doctor Francisco Bográn Barahona, Presidentes de Honduras entre los años 1883-1891 y 1919-1920 respectivamente. El Castillo Bográn, se encuentra edificada aproximadamente dentro del siglo XIX y en la actualidad ésta en completo deterioro por el olvido. Dicho edificio fortificado está levantado sobre una colina entre la ciudad de Santa Bárbara, La Ceibita y El Cerro Grande, desde esta posición se divisa perfectamente todos los alrededores y perímetro de la propiedad. La casa Bográn está construido con piedra, ladrillos de arcilla, techo de vigas de madera y revestidas de teja. Las paredes son gruesas y reforzadas hasta con tres ladrillos con el fin de evitar la artillería. La fachada presenta un torreón con tres entradas circulares, frente a una escalinata realizadas en el desnivel de la cima de la colina. Un salón principal, dormitorios, cocina, puertas y ventanales laterales, caballeriza, bodega. Cuenta la leyenda de que desde este palacete existe un túnel que termina hasta el centro de la ciudad de Santa Bárbara. Se puede acceder a él por carretera no pavimentada, con una distancia de cuatro kilómetros al norte de la ciudad de Santa Bárbara, cerca del cerro Guatemalia y colindancias con el Parque nacional Montaña Santa Bárbara.

La ciudad con plano irregular, de calles angostas e inclinadas ha experimentado ciertos cambios en su infraestructura, pero aún pueden restaurarse y conservarse calles emblemáticas y edificios históricos; como el Corredor de Las Carrascos, la Administración de Rentas, la casa de la familia Leiva, el quiosco del Parque Central, el puente de zinc, el antiguo presidio, el puente Carías, la casa donde funcionó la Corte de Justicia, la casa de la Familia Rivera en las cercanías del Mercado Central, la casa de la familia Enamorado, el estrecho puente viejo, largo y sin pasamanos, en las cercanías del hospital. Más allá del casco urbano, como custodiando la ciudad se tiene la Casa Bográn, antigua edificación perteneciente a una influyente familia a finales del siglo XIX. Sobre la Casa Bográn abundan los relatos fantasmagóricos, las que no abundan son las iniciativas de parte de la sociedad civil santabarbarense, para hacer de ese lugar un sitio de aprendizaje e incluso parte de una ruta turística.

### Gastronomía
Son comidas típicas de la región, el chilate, ticucos, atol de elote, atol agrio, tamalitos de elote, montucas, riguas, nacatamales de pollo y cerdo, sopa de jutes, pinol, café, rosquillas y galleta negra.

### Actualidad
La ciudad se encuentra en un momento de renacimiento cultural, la actual corporación municipal y el Comité de rescate del casco histórico han realizado importantes avances en la reconstrucción y embellecimiento de Santa Bárbara, lo que ha colocado nuevamente en el mapa como una atracción turística, que añadiendo sus hermosos balnearios, el café de calidad que es una tradición y una creciente economía, hacen de esta ciudad un excelente destino turístico.

## Comunicaciones

### Medios de Comunicación
- Ese TV HD | La Televisón mas Humana Canal que está disponible en todos los sistemas de Cable del departamento.

- Santa Bárbara Visión Canal 25 UHF El Único Canal con Cobertura en todos los sistemas de Cable del departamento.
- Radio Santa Bárbara (SB Stereo)102.7 FM Occidente 102.3 FM Zona Central
- Radio Ondas Del Ulúa 97.5 fm La Voz de Santa Bárbara desde 1970
- Radio Luna FM 98.3 FM SOLO CLASICOS
- Radio La Voz del Junco
- PATEPLUMA TELEVISION CANAL 22
- PATEPLUMA RADIO 92.3
- Radio Relámpago
- Relámpago TV
- Paradise TV
- Digital TV canal 17
- Radio Actualidad 93.7 FM

## División Política
Aldeas: 19 (2013)
Caseríos: 122 (2013)
| Código | Aldea                       |
| ------ | --------------------------- |
| 160101 | Santa Bárbara               |
| 160102 | Agua Blanquita              |
| 160103 | Cerro Grande                |
| 160104 | El Diez y Ocho o Miraflores |
| 160105 | El Moguete                  |
| 160106 | La Ceibita                  |
| 160107 | La Cuesta                   |
| 160108 | La Estancia                 |
| 160109 | La Unión del Dorado         |
| 160110 | Las Crucitas                |
| 160111 | Las Quebradas               |
| 160112 | Los Anises                  |
| 160113 | Los Bancos                  |
| 160114 | Los Laureles                |
| 160115 | Macholoa                    |
| 160116 | Río Seco                    |
| 160117 | San Gaspar de Tablones      |
| 160118 | San Luis de Planes          |
| 160119 | Santa Rita de Oriente       |

- Coquillal
- El Salitre
- El Cielito
- El Zapote
- El Portillo del Jarro
- Guayabito
- Gualjoco
- Inguaya
- La Zona
- Las Palmas
- Las Lagunas
- Orconcitos
- Plancitos de Suyapa
- San Jerónimo el Pinal
- Santa Rosalía

## Hijos destacados
| Título             | Nombre                         | Mérito |
| ------------------ | ------------------------------ | --- |
|                    | Saturnino Bográn Bonilla       | Nacido en Yuscarán, creció en la ciudad de Santa Bárbara. Diputado y Secretario en el Directorio del Congreso Nacional (1846-1847). Ministro de Hacienda y de Guerra 1867.                              |
| Gral.              | Luis Bográn                    | Presidente de Honduras (1883-1891). Personaje importante de la Reforma Liberal. |
| Dr.                | Francisco Bográn Barahona      | Presidente de Honduras (1919-1920). |
| Abg. Msc Rel. Int. | Rafael Leiva Vivas             | Abogado, máster en Relaciones Internacionales, diplomático, escritor, profesor universitario, miembro de la Academia Hondureña de la Lengua. Ha recibido muchos premios en Honduras y en el extranjero. |
|                    | Edmond L. Bográn               | Sobresaliente personaje en la banca financiera Socio propietario del Diario El Tiempo. |
| Abog.              | José Efraín Bú Girón           | Presidente del Congreso Nacional (década de 1980). Ministro (década de 1980). |
|                    | María José Alvarado            | Miss Honduras Mundo 2014 |
|                    | José Ramón Madrid Padilla      | Matemático |
|                    | Randy Diamond                  | Futbolista internacional |
|                    | Josefa Carrasco de Shrunder    | Poetisa: Adiós al lago de Yojoa Ilusión En el campo A mi distinguido amigo Lic. Don Alberto Membreño Soneto La aurora Sueños Inspiración A Colón y América                                              |
|                    | Ángel Darío Banegas Leiva      | Caricaturista, presentador de televisión, político. |
|                    | Norman Amílcar Rodríguez Muñoz | Cantautor, solista y miembro de importantes grupos musicales. |
|                    | Miguel Elías Hasbun Yacamán    | Fundador junto a su familia de la radioemisora La Voz del Junco, empresario. |
|                    | Claudio Lara Baide             | Músico, compositor, profesor. |